# Borndiep (water)
Het Borndiep of Amelander Gat is een zeegat tussen de waddeneilanden Ameland en Terschelling in de Nederlandse provincie Friesland. Het verbindt de Noordzee met de Waddenzee. Het Borndiep lag oorspronkelijk in het verlengde van de (nu geheel ingepolderde) Middelzee, ook wel Boorndiep genoemd. Deze vormde weer de monding van de rivier de Boorne.

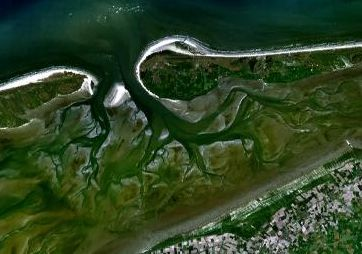
Satellietfoto van het Borndiep tussen Terschelling en Ameland en ten noorden van Het Bildt met het Noord-Friesland Buitendijks